# Дівоча збірна Франції з футболу U-17
Дівоча збірна Франції (U17) з футболу — команда, в складі якої можуть виступати дівчата-футболісти Франції у віці 17 років і молодше. Збирається команда під керівництвом Федерації Футболу Франції. Головний тренер команди — Жерар Сержант. Найвище досягнення — переможець північного кубка 2007 року.

## Нагороди
- 2007: Переможець Північного кубку у Гамарі (Норвегія)
- 2006: Фіналіст Північного кубку
- 2003: третє місце на Олімпійському Фестивалі Європейської молоді

## Склад 2007–2008
- Марина Огі (Орлеан-45)
- Солен Барбанс (Роде Аверйон)
- Амелі Барбетта (Олімпік Ліон)
- Солен Шофе (Ля Рош)
- Шарлен Олів'є (Енін-Бомонт)
- Полін Краммер (Енін-Бомонт)
- Каролін Ла Вілья (Латуаза)
- Маріон Торрент (Монпельє)
- Мелісса Джафар (Селтік Марсель)
- Анаіг Бютель (Багне Немур Сан-П'єр)
- Інес Жорена (Сент-Мор)
- Маріна Маканза (Кле)
- Келлі Пердрізе (ФК Тур)
- Летиція Філіпп (Румільї)
- Шарлотта Пулен (Тібервілль)
- Алелін Руссо (Верше-Сен-Жорж-сюр-Лайон)
- Леа Рубіо (Монте)
- Сінді Томас (ПСЖ)